# Aliança Nacional Democrática (Sudão)
A Aliança Nacional Democrática (National Democratic Alliance, NDA) foi um grupo de partidos políticos sudaneses formado para se opor ao regime de Omar Hassan al-Bashir depois que ele tomou o poder em um golpe militar em 6 de junho de 1989. A Aliança Nacional Democrática assinou um acordo com o governo sudanês em 18 de junho de 2005, após um acordo de paz para encerrar a Segunda Guerra Civil Sudanesa em 9 de janeiro de 2005. Algumas questões não foram resolvidas pelas facções opostas, incluindo o conflito e questões humanitárias na região devastada pela Guerra do Darfur. Após novos confrontos violentos no leste, um acordo de paz separado foi assinado com o Congresso de Beja em outubro de 2006.
O Conselho de Liderança da Aliança Nacional Democrática incluiu as seguintes organizações:
- Partido Democrático Unionista (Sudão).
- Partido Umma.
- Movimento de Libertação do Povo do Sudão e Exército de Libertação do Povo do Sudão (SPLM / SPLA).
- União dos Partidos Africanos do Sudão.
- Partido Comunista do Sudão.
- Conselho Geral das Federações Sindicais.
- Comando Legítimo das Forças Armadas Sudanesas.
- Congresso de Beja.
- Forças da Aliança do Sudão.
- Aliança Democrática Federal.
- Leões Livres Rashaida.
- Partido Socialista Árabe Ba'ath.
- Figuras nacionais independentes.
- Representantes das Áreas Libertadas.
- Partido Nacional do Sudão.